# Street Legal
Street Legal är ett musikalbum av Bob Dylan, utgivet i juni 1978. Albumet var hans artonde studioalbum, och kom till under en tumultartad tid för Dylan då han var nyskild från sin första fru Sara samt var uppe i vårdnadstvister om deras gemensamma barn. På albumet framförde Bob Dylan låtarna med stor orkester och kör. Innan albumets tillkomst hade Dylan turnerat i Japan med samma musiker som medverkar på skivan. Från dessa konserter gavs albumet Bob Dylan at Budokan ut senare samma år.
Street Legal var Dylans sista album innan han påbörjade sin kristna period med albumet Slow Train Coming. Redan på Street Legal hade Dylans texter religiösa influenser, utan att budskapet var helt tydligt.
Mottagandet var generellt varmare i Europa än i USA. Flera amerikanska musikkritiker så som Greil Marcus, Robert Christgau och Jon Pareles kritiserade både produktionen och texterna hårt. I kontrast till detta skrev brittiske Michael Watts för Melody Maker att skivan var Dylans bästa sedan John Wesley Harding. Albumets ljudmix fick mycket kritik för sin otydlighet oavsett mottagandet. Street Legal har på senare utgåvor fått nya klarare ljudmixar.
Albumet sålde bra, om än sämre än de två föregående albumen Desire och Blood on the Tracks. Street Legal nådde 11 plats på albumlistan i USA och andra plats på motsvarande lista i Storbritannien. Det nådde också topp 10-placering i flera europeiska länder. Albumet har sedermera sålt Platina i Storbritannien och Guld i USA.
Under albumets tillkomst skrev och spelade Dylan in låten "Walk Out in the Rain". Denna kom inte med på Street Legal, men plockades istället upp av Eric Clapton på hans album Backless.

## Låtlista
Låtarna skrivna av Bob Dylan.
1. "Changing of the Guards" - 6:34
2. "New Pony" - 4:30
3. "No Time to Think" - 8:23
4. "Baby, Stop Crying" - 5:21
5. "Is Your Love in Vain?" - 4:33
6. "Señor (Tales of Yankee Power)" - 5:43
7. "True Love Tends to Forget" - 4:18
8. "We Better Talk This Over" - 4:08
9. "Where Are You Tonight? (Journey Through Dark Heat)" - 6:16

## Listplaceringar
| Lista (1978)   | Position            |
| -------------- | ------------------- |
| Finland        | 5                   |
| Frankrike      | 4                   |
| Kanada         | 4 (RPM)             |
| Nederländerna  | 5                   |
| Norge          | 3 (VG-lista)        |
| Nya Zeeland    | 7                   |
| Storbritannien | 2 (UK Albums Chart) |
| Sverige        | 4 (Topplistan)      |
| USA            | 11 (Billboard 200)  |
| Västtyskland   | 16                  |
| Österrike      | 7                   |